# 12641 Hubertushenrichs
12641 Hubertushenrichs è un asteroide della fascia principale. Scoperto nel 1973, presenta un'orbita caratterizzata da un semiasse maggiore pari a 2,3908580 UA e da un'eccentricità di 0,1867802, inclinata di 2,06732° rispetto all'eclittica.